# 西晉雍州行政區劃
曹魏舊州，州治所在長安縣（今陝西省西安市東南）。其地大致相當於今陝西省關中地區，甘肅省黃河以東地區，以及寧夏回族自治區固原市全部。西晉建興四年（316年）漢趙主劉聰攻陷長安，俘晉愍帝，至此雍州淪沒。

## 郡級行政區
西晉雍州初領11郡，略陽（原名廣魏）、天水、南安、隴西、武都5郡於泰始五年（269年）移屬秦州，太康三年（282年）5郡與陰平郡復歸雍州。元康六年（296年）陰平、武都2郡移屬梁州。七年（297年）略陽、天水、南安、隴西4郡移屬秦州。增置始平郡（266年置）。西晉末領7郡。
京兆郡
曹魏舊郡，郡治長安縣（今陝西省西安市西北），領長安、霸城、杜陵、鄭、新豐、藍田、上洛、商、長陵、高陸、池陽、陰槃、下邽13縣。西晉初省長陵縣，上洛、商2縣移屬上洛郡，下邽縣移屬馮翊郡，池陽縣移屬扶風郡，馮翊郡萬年縣來隸。西晉末領長安、杜陵、霸城、藍田、高陸、萬年、新豐、陰槃、鄭9縣。
馮翊郡
曹魏舊郡，郡治臨晉縣（今陝西省大荔縣東朝邑鎮），領臨晉、頻陽、蓮勺、重泉、郃陽、夏陽、粟邑、萬年、祋祤、懷德10縣。西晉初省懷德、祋祤2縣，萬年縣移屬京兆郡，京兆郡下邽縣來隸，太康年間（280-289）臨晉縣改名大荔縣。晉惠帝時期置衙縣，旋廢。西晉末領大荔、下邽、重泉、頻陽、粟邑、蓮芍、郃陽、夏陽8縣。
扶風郡
曹魏舊郡，泰始元年（265年）封司馬亮為扶風王，改為扶風國；太康十年改封南陽王司馬柬為秦王，封國移至於此，改為秦國，至秦王司馬鄴繼任晉皇帝後改為扶風郡。郡治槐里縣（今陝西省興平市東南），泰始二年（266年）移治池陽縣（今陝西省涇陽縣西北），領槐里、安陵、武功、鄠、始平、郿、雍、汧、陳倉、美陽、茂陵、隃麋、栒邑、杜陽14縣。西晉初省茂陵、隃麋、栒邑、杜陽4縣；槐里、始平、武功、鄠4縣移屬始平郡（266年）；京兆郡池陽縣來隸（約266年）。元康中（291-299）復置好畤縣。西晉末領池陽、郿、雍、汧、陳倉、美陽、好畤7縣。
安定郡
曹魏舊郡，郡治臨涇縣（今甘肅省鎮原縣東南），領臨涇、朝那、烏氏、西川、高平、彭陽6縣。西晉初新平郡鶉觚縣來隸，廢高平、彭陽2縣，增置陰密、都盧2縣。西晉末領臨涇、朝那、烏氏、西川、鶉觚、陰密、都盧7縣。
北地郡
曹魏舊郡，郡治泥陽縣（今陝西省銅川市耀州區南），領泥陽、富平2縣。增置靈州縣（282年置，西晉末更名靈武）。西晉末領泥陽、富平、靈州3縣。
新平郡
曹魏舊郡，郡治漆縣（今陝西省彬縣），領漆、鶉觚2縣。西晉初鶉觚縣移屬安定郡，增置邠邑縣
始平郡
泰始二年（266年）分扶風郡置。咸寧三年（277年）封晉武帝司馬炎之子司馬裕為始平王，改稱始平國，至太康十年（289年）改封始平王司馬瑋為楚王，始平國除為郡。郡治槐里縣（今陝西省興平市東南），領槐里、始平、武功、鄠4縣。咸寧四年（278年）增置蒯城縣，太康年間增置盩厔縣（283年後）。至西晉末不變。

## 縣級行政區
| 雍州（州治長安縣）                                                                 |                 |        |                            |                                                             |                                         |
| 說明：本表為西晉時期雍州各郡所轄的縣份；以深灰色表示者，為曾經建置，後來廢除的縣份 |                 |        |                            |                                                             |                                         |
| 郡名 （縣數）                                                                      | 郡治            | 縣名   | 今地位置(2012年12月)       | 隸屬郡國                                                    | 備注                                    |
| 京兆郡 （9）                                                                       | 長安縣          | 長安縣 | 今陝西省西安市東南         | 京兆郡(265-316)                                             |                                         |
| 京兆郡 （9）                                                                       | 長安縣          | 杜陵縣 | 今陝西省西安市西北         | 京兆郡(265-316)                                             |                                         |
| 京兆郡 （9）                                                                       | 長安縣          | 霸城縣 | 今陝西省西安市東北         | 京兆郡(265-316)                                             |                                         |
| 京兆郡 （9）                                                                       | 長安縣          | 藍田縣 | 今陝西省藍田縣東           | 京兆郡(265-316)                                             |                                         |
| 京兆郡 （9）                                                                       | 長安縣          | 高陸縣 | 今陝西省高陵縣             | 京兆郡(265-316)                                             |                                         |
| 京兆郡 （9）                                                                       | 長安縣          | 萬年縣 | 今陝西省西安市臨潼區       | 馮翊郡(265-266)→京兆郡(266-316)                             |                                         |
| 京兆郡 （9）                                                                       | 長安縣          | 新豐縣 | 今陝西省渭南市南           | 京兆郡(265-316)                                             |                                         |
| 京兆郡 （9）                                                                       | 長安縣          | 陰槃縣 | 今陝西省西安市臨潼區北     | 京兆郡(265-316)                                             |                                         |
| 京兆郡 （9）                                                                       | 長安縣          | 鄭縣   | 今陝西省華縣               | 京兆郡(265-316)                                             |                                         |
| 京兆郡 （9）                                                                       | 長安縣          | 長陵縣 | 今陝西省咸陽市東北         | 京兆郡(265-266)                                             | 西晉初廢縣。                            |
| 馮翊郡 （8）                                                                       | 大荔縣          | 大荔縣 | 今陝西省大荔縣             | 馮翊郡(265-316)                                             | 曹魏為臨晉縣，太康年間（280-289）改名。 |
| 馮翊郡 （8）                                                                       | 大荔縣          | 下邽縣 | 今陝西省華縣西北           | 京兆郡(265-266)→馮翊郡(266-316)                             |                                         |
| 馮翊郡 （8）                                                                       | 大荔縣          | 重泉縣 | 今陝西省蒲城縣東南         | 馮翊郡(265-316)                                             |                                         |
| 馮翊郡 （8）                                                                       | 大荔縣          | 頻陽縣 | 今陝西省浦城縣西           | 馮翊郡(265-316)                                             |                                         |
| 馮翊郡 （8）                                                                       | 大荔縣          | 粟邑縣 | 今陝西省白水縣西北         | 馮翊郡(265-316)                                             |                                         |
| 馮翊郡 （8）                                                                       | 大荔縣          | 蓮芍縣 | 今陝西省浦城縣南           | 馮翊郡(265-316)                                             |                                         |
| 馮翊郡 （8）                                                                       | 大荔縣          | 郃陽縣 | 今陝西省合陽縣東南         | 馮翊郡(265-316)                                             |                                         |
| 馮翊郡 （8）                                                                       | 大荔縣          | 夏陽縣 | 今陝西省韓城市西南         | 馮翊郡(265-316)                                             |                                         |
| 馮翊郡 （8）                                                                       | 大荔縣          | 祋祤縣 | 今陝西省銅川市耀州區       | 馮翊郡(265-266)                                             | 西晉初廢縣。                            |
| 馮翊郡 （8）                                                                       | 大荔縣          | 懷德縣 | 今陝西省大荔縣東南         | 馮翊郡(265-266)                                             | 西晉初廢縣。                            |
| 馮翊郡 （8）                                                                       | 大荔縣          | 衙縣   | 今陝西省澄城縣西南         | 馮翊郡(290後-306前)                                         | 晉惠帝時置縣，旋廢。                    |
| 扶風郡 （7）                                                                       | 槐里縣 ↓ 池陽縣 | 池陽縣 | 今陝西省涇陽縣西北         | 京兆郡(265-266)→扶風郡(266-316，扶風國266-290，秦國290-314) |                                         |
| 扶風郡 （7）                                                                       | 槐里縣 ↓ 池陽縣 | 郿縣   | 今陝西省扶風縣東南         | 扶風郡(265-316，扶風國266-290，秦國290-314)                 |                                         |
| 扶風郡 （7）                                                                       | 槐里縣 ↓ 池陽縣 | 雍縣   | 今陝西省鳳翔縣南           | 扶風郡(265-316，扶風國266-290，秦國290-314)                 |                                         |
| 扶風郡 （7）                                                                       | 槐里縣 ↓ 池陽縣 | 汧縣   | 今陝西省隴縣南             | 扶風郡(265-316，扶風國266-290，秦國290-314)                 |                                         |
| 扶風郡 （7）                                                                       | 槐里縣 ↓ 池陽縣 | 陳倉縣 | 今陝西省寶雞市東           | 扶風郡(265-316，扶風國266-290，秦國290-314)                 |                                         |
| 扶風郡 （7）                                                                       | 槐里縣 ↓ 池陽縣 | 美陽縣 | 今陝西省扶風縣北           | 扶風郡(265-316，扶風國266-290，秦國290-314)                 |                                         |
| 扶風郡 （7）                                                                       | 槐里縣 ↓ 池陽縣 | 好畤縣 | 今陝西省乾縣東南           | 扶風郡(291?-316，秦國291?-314)                              | 元康年間（291-299）置縣。               |
| 扶風郡 （7）                                                                       | 槐里縣 ↓ 池陽縣 | 茂陵縣 | 今陝西省興平市東北         | 扶風郡(265-266?)                                            | 西晉初廢縣。                            |
| 扶風郡 （7）                                                                       | 槐里縣 ↓ 池陽縣 | 隃麋縣 | 今陝西省千陽縣東           | 扶風郡(265-266?)                                            | 西晉初廢縣。                            |
| 扶風郡 （7）                                                                       | 槐里縣 ↓ 池陽縣 | 栒邑縣 | 今陝西省旬邑縣東北         | 扶風郡(265-266?)                                            | 西晉初廢縣。                            |
| 扶風郡 （7）                                                                       | 槐里縣 ↓ 池陽縣 | 杜陽縣 | 今陝西省麟遊縣西北         | 扶風郡(265-266?)                                            | 西晉初廢縣。                            |
| 安定郡 （7）                                                                       | 臨涇縣          | 臨涇縣 | 今甘肅省鎮原縣東南         | 安定郡(265-316)                                             |                                         |
| 安定郡 （7）                                                                       | 臨涇縣          | 朝那縣 | 今寧夏回族自治區固原市東南 | 安定郡(265-316)                                             |                                         |
| 安定郡 （7）                                                                       | 臨涇縣          | 烏氏縣 | 今寧夏回族自治區隆德縣東   | 安定郡(265-316)                                             |                                         |
| 安定郡 （7）                                                                       | 臨涇縣          | 西川縣 | 今陝西省旬邑縣北           | 安定郡(265-316)                                             |                                         |
| 安定郡 （7）                                                                       | 臨涇縣          | 鶉觚縣 | 今甘肅省靈台縣             | 新平郡(265-266)→安定郡(266-316)                             |                                         |
| 安定郡 （7）                                                                       | 臨涇縣          | 陰密縣 | 今甘肅省靈台縣西南         | 安定郡(？-316)                                              | 西晉時復置縣。                          |
| 安定郡 （7）                                                                       | 臨涇縣          | 都盧縣 | 今甘肅省靈台縣北           | 安定郡(283-316)                                             | 西晉太康四年（283年）左右置縣。         |
| 安定郡 （7）                                                                       | 臨涇縣          | 高平縣 | 今寧夏回族自治區固原市     | 安定郡(265-266?)                                            | 西晉初廢縣。                            |
| 安定郡 （7）                                                                       | 臨涇縣          | 彭陽縣 | 今甘肅省鎮原縣             | 安定郡(265-266?)                                            | 西晉初廢縣。                            |
| 北地郡 （3）                                                                       | 泥陽縣          | 泥陽縣 | 今陝西省耀縣南             | 北地郡(220-265)                                             |                                         |
| 北地郡 （3）                                                                       | 泥陽縣          | 富平縣 | 今陝西省富平縣             | 北地郡(220-265)                                             |                                         |
| 北地郡 （3）                                                                       | 泥陽縣          | 靈州縣 | 今陝西省富平縣             | 北地郡(282-316)                                             | 太康三年（282年）置縣。                 |
| 新平郡 （2）                                                                       | 漆縣            | 漆縣   | 今陝西省彬縣               | 新平郡(265-316)                                             |                                         |
| 新平郡 （2）                                                                       | 漆縣            | 邠邑縣 | 今陝西省旬邑縣北           | 新平郡(？-316)                                              | 晉武帝時分漆縣置邠邑縣。                |
| 始平郡 （6）                                                                       | 槐里縣          | 槐里縣 | 今陝西省興平市東南         | 扶風郡(265-266)→始平郡(266-316，始平國277-289)              |                                         |
| 始平郡 （6）                                                                       | 槐里縣          | 始平縣 | 今陝西省咸陽市西北         | 扶風郡(265-266)→始平郡(266-316，始平國277-289)              |                                         |
| 始平郡 （6）                                                                       | 槐里縣          | 武功縣 | 今陝西省眉縣東             | 扶風郡(265-266)→始平郡(266-316，始平國277-289)              |                                         |
| 始平郡 （6）                                                                       | 槐里縣          | 鄠縣   | 今陝西省戶縣               | 扶風郡(265-266)→始平郡(266-316，始平國277-289)              |                                         |
| 始平郡 （6）                                                                       | 槐里縣          | 蒯城縣 | 今陝西省寶雞市西           | 始平郡(278-316，始平國278-289)                              | 咸寧四年（278年）分陳倉縣置蒯城縣。     |
| 始平郡 （6）                                                                       | 槐里縣          | 盩厔縣 | 今陝西省周至縣東終南鎮     | 始平郡(283後-316，始平國283後-289)                          | 太康四年（283年）以後置縣。             |

## 出處
1. ↑  《晉書》卷3〈武帝紀〉：「〔泰始元年封皇叔父司馬〕亮為扶風王；〔太康十年十一月〕改封南陽王〔司馬〕柬為秦王。」；卷5〈孝愍帝紀〉：「孝愍皇帝諱鄴，字彥旗，武帝孫，吳孝王晏之子也。出繼後伯父秦獻王柬，襲封秦王……〔永嘉〕六年九月辛巳，奉秦王為皇太子。建興元年夏四月……壬申，即皇帝位。」
2. ↑  《晉書》卷14〈地理志上〉：「始平郡，泰始二年置。」；《宋書》卷37〈州郡志三〉：「始平太守，晉武帝泰始二年，分京兆、扶風立。」
3. ↑  《晉書》卷3〈武帝紀〉：「咸寧三年春正月……立皇子裕為始平王……庚寅，始平王裕薨。……八月癸亥……立皇子瑋為始平王……〔太康十年〕改封始平王〔司馬〕瑋為楚王。」；卷5〈孝懷愍帝紀〉：「孝愍皇帝諱鄴，字彥旗，武帝孫，吳孝王晏之子也。出繼後伯父秦獻王柬，襲封秦王……〔永嘉〕六年九月辛巳，奉秦王為皇太子。建興元年夏四月……壬申，即皇帝位。」
4. ↑  《輿地廣記》卷13〈陝西永興軍路〉：「長陽陵城，屬左馮翊。後漢屬京兆尹。晉省之。」
5. ↑  《元和郡縣圖志》卷2〈關內道二〉：「馮翊縣，本漢臨晉縣，故大荔城，秦獲之，更名。舊說秦築高壘以臨晉國，故曰臨晉。晉武帝改為大荔縣。」；《太平寰宇記》卷28〈關西道四〉：「馮翊縣，本漢臨晉縣，……晉武帝改為大荔。」
6. ↑  《元和郡縣圖志》卷2〈關內道二〉：「本漢祋翊縣地，屬左馮翊，晉屬頻陽。」；《太平寰宇記》卷31〈關西道七〉：「本漢祋祤縣地，屬左馮翊。晉為頻陽地。」；《輿地廣記》卷14〈陝西永興軍路〉：「本漢祋翊縣地，屬左馮翊。東漢因之。晉省焉。」
7. ↑  《太平寰宇記》卷28〈同州白水縣〉：「彭衙城：故地在今縣東北六十里，有故城。《左氏》謂：『秦、晉戰於衙彭。』即此也。後漢安帝以上郡避羌寇，寄理於此，因省衙縣。晉惠帝再置，尋又省焉。」
8. ↑  《魏書》卷106下〈地形志下〉：「好畤，郡治。前漢屬，後漢、晉罷，後復。」；《長安志》卷19：「好畤，莽曰好邑，後漢省，晉元康中復，於舊縣東南二里置好畤縣。」
9. ↑  《太平寰宇記》卷27〈關西道三〉：「茂陵……至宣帝始為縣，晉併入始平縣。」
10. ↑  《輿地廣記》卷15〈陝西秦鳳路〉：「二漢隃麋縣地，屬右扶風。晉省之。」
11. ↑  《輿地廣記》卷14〈陝西永興軍路〉：「漢之栒邑，即故豳國，周之先公劉所居，屬右扶風。東漢因之……晉省焉。」
12. ↑  《太平寰宇記》卷30〈關西道六〉：「《郡國縣道記》云：杜陽，晉省。」
13. ↑  《魏書》卷106下〈地形志二下〉：「陰密，前漢屬安定，後漢罷，晉復。」
14. ↑  《魏書》卷106下〈地形志二下〉：「高平，二漢屬安定，晉罷。」
15. ↑  《輿地廣記》卷16〈陝西秦鳳路〉：「二漢屬安定郡，晉省之。」
16. ↑  《宋書》卷48〈傅弘之傳〉：「傅弘之，字仲度，北地泥陽人。傅氏舊屬靈州，漢末郡境為虜所侵，失土寄寓馮翊，置泥陽、富平二縣，靈州廢不立，故傅氏還屬泥陽。晉武帝太康三年，復立靈州縣。」；《魏書》卷106下〈地形志下〉：「靈武，前漢屬北地，後漢罷，晉復。」
17. ↑  《太平寰宇記》卷34〈關西道十〉：「後漢興平元年，分安定之鶉觚、右扶風之漆，置新平郡……歷魏、晉同之，晉武帝分漆縣置邠邑縣。」
18. ↑  《史記正義》卷98〈傅靳蒯成列傳〉：「《括地志》云：蒯亭在河南西十四里苑中。《輿地志》云蒯成縣故陳倉縣之故鄉聚名也，周緤所封也。晉武帝咸寧四年，分陳倉立蒯成縣，屬始平郡也。」
19. ↑  《魏書》卷106下〈地形志下〉：「盩厔，漢武帝置，屬。後漢、晉罷，後復。」；《元和郡縣圖志》卷2〈關內道二〉：「盩厔縣，漢舊縣，武帝置，屬右扶風。後漢省，晉復立。」；《太平寰宇記》卷30〈關西道六〉：「盩厔縣，本漢舊縣也。武帝置，屬右扶風。後漢省，晉武復立。」

### 書籍
- 吳增僅，《三國郡縣表》，上海：開明書局，1937
- 李錫甫，《漢晉城陽郡沿革考》，國立編譯館館刊第6卷第一期，1977
- 劉琳，《華陽國志校注》，成都：巴蜀書社，1984
- 李曉杰，《東漢政區地理》，北京：人民出版社，1987
- 胡阿祥，《六朝疆域與政區研究》（增訂本），北京：學苑出版社，2005
- 錢儀吉、楊晨，《三國會要》，上海：上海古籍出版社，2006
- 陳健梅，《孫吳政區地理研究》，長沙：岳麓書社，2007
- 孔祥軍，《三國政區地理研究》，南京：南京大學歷史系，2007
- 任乃強，《華陽國志校補圖注》，上海：上海古籍出版社，2009
- 孔祥軍，《晉書地理志校注》，北京：新世界出版社，2012
- 胡阿祥、孔祥軍、徐成合著，《中國行政區劃通史·三國兩晉南朝卷》，上海：復旦大學出版社，2014
- 范曄，《後漢書》，維基文庫
- 房玄齡，《晉書》，維基文庫
- 沈約，《宋書》，維基文庫
- 魏收，《魏書》，維基文庫
- 李吉甫，《元和郡縣圖志》，維基文庫
- 樂史，《太平寰宇記》，維基文庫
- 歐陽忞，《輿地廣記》，維基文庫
- 酈道元，《水經注》，維基文庫